# European Union Advisory Mission Irak
La mission de conseil de l'Union européenne visant à soutenir la réforme du secteur de la sécurité en Iraq (en anglais European Union Advisory Mission in support of Security Sector Reform in Iraq ou en abrégé EUAM Irak) est une mission civile lancée par l'Union européenne, sous le mandat de Federica Mogherini, afin de soutenir le gouvernement irakien dans sa réforme des forces de sécurité intérieure.

## Mandat
Selon Markus Ritter, actuel chef de la mission, « EUAM Irak va assurer la complémentarité avec les divers efforts en cours pour renforcer la sécurité intérieure en Irak et se concentrer sur les zones critiques identifiées par les partenaires irakiens ». Il faut toutefois noter que EUAM Irak n'est qu'une mission de conseil, au même titre que la mission EUAM Ukraine, et ne dispose donc pas d'un mandat de force. 
EUAM Irak a été officiellement déployée le 17 novembre 2017 après plus d'un an de préparation. D'un mandat initial d'un an (jusqu'au 17 octobre 2018), la mission a été reconduite jusqu'au 17 avril 2020. 

## Sources

## Compléments